# Sudół Dolny
Sudół Dolny – część wsi Sudół w Polsce, położona w województwie świętokrzyskim, w powiecie ostrowieckim, w gminie Bodzechów.
W latach 1975–1998 Sudół Dolny administracyjnie należał do województwa kieleckiego.